# Рімегепант
Рімегепант (англ. Rimegepant), що продається під торговою маркою Nurtec ODT, Vydura серед інших, є препаратом, який використовується для лікування у дорослих: гострої мігрені з аурою або без неї, для профілактики епізодичної мігрені. Його приймають перорально або під язик. Він працює шляхом блокування рецепторів CGRP (CALCRL).
У Сполучених Штатах рімегепант був схвалений для лікування гострої мігрені в лютому 2020 року, а в червні 2021 року його схвалення було розширено для запобігання епізодичній мігрені. Його виробляє та продає Pfizer.
У березні 2021 року рімегепант схвалено для медичного застосування в Об'єднаних Арабських Еміратах та в Ізраїлі.

## Медичне використання
Рімегепант показаний для лікування гострої мігрені у дорослих: з аурою або без неї ,  та для профілактики епізодичної мігрені.

## Механізм дії
Рімегепант є низькомолекулярним антагоністом рецептора пептиду, пов’язаного з геном кальцитоніну (CGRP).

## Історія
Рімегепант був розроблений компанією Biohaven Pharmaceuticals, яка продає препарат у Сполучених Штатах після отримання схвалення FDA у лютому 2020 року Схвалення ґрунтувалося на даних одного клінічного випробування 1351 суб'єкта з головним болем мігрені.
Сприятливі результати перших клінічних випробувань рімегепанту супроводжувалися поточними дослідженнями з іншими гепантами. Таким чином з'явилося друге покоління гепантів[джерело?], до якого входять рімегепант (BHV-3000, BMS-927711), уброгепант (MK-1602) і атогепант (AGN-241689, MK-8031). Ці препарати показали низьку кількість побічних ефектів, з чудовою біодоступністю завдяки молекулярним модифікаціям.

## Суспільство і культура

### Правовий статус
24 лютого 2022 року Комітет з лікарських засобів для людини (CHMP) Європейського агентства з лікарських засобів (EMA) прийняв позитивний висновок, рекомендувавши надати дозвіл на продаж лікарського засобу Відура (Vydura), призначеного для профілактики та лікування гострих захворювань мігрень. Заявником цього лікарського засобу є Biohaven Pharmaceutical Ireland DAC. Рімегепант схвалено для медичного використання в Європейському Союзі в квітні 2022 року.